# Јутика (Јужна Дакота)
Јутика (енгл. Utica) град је у америчкој савезној држави Јужна Дакота.

## Демографија
По попису из 2010. године број становника је 65, што је 21 (-24,4%) становника мање него 2000. године.
| Група             | 2000.      | 2010.      |
| Белци             | 75 (87,2%) | 56 (86,2%) |
| Афроамериканци    | 0 (0,0%)   | 3 (4,6%)   |
| Азијати           | 0 (0,0%)   | 0 (0,0%)   |
| Хиспаноамериканци | 1 (1,2%)   | 3 (4,6%)   |
| Укупно            | 86         | 65         |